# Zgryz
Zgryz – pojęcie dynamiczne określające stosunek łuków zębowych szczęki i żuchwy w każdej pozycji żuchwy, jest indywidualny dla każdego osobnika.

## U człowieka
Zgryz jest pozycją indywidualną dla każdego pacjenta, ocenianą w zwarciu centrycznym.
W zgryzie prawidłowym (eugnacja):
- linia symetrii górnego łuku zębowego pokrywa się z linią symetrii dolnego łuku zębowego i linią symetrii twarzy
- górny łuk zębowy ma kształt półelipsy, a dolny paraboli
- zęby górnego łuku pokrywają powierzchnie przedsionkowe dolnego łuku (w zębach bocznych guzki policzkowe zębów górnych i dolnych zachodzą na siebie)
- zęby kontaktują się z zębami sąsiednimi w łuku w miejscach stycznych (nie dotyczy to ostatnich zębów obecnych w łuku, tj. prawidłowo trzecich trzonowców)
- zachowana jest tzw. zasada triady zębowej: każdy ząb styka się z dwoma zębami drugiego łuku (każdy oprócz dolnych siekaczy przyśrodkowych i górnych trzecich zębów trzonowych, które stykają się z jednym zębem)
- występuje I klasa Angle'a (guzki policzkowe mezjalne górnych pierwszego i drugiego trzonowca rzutują w bruzdy międzyguzkowe policzkowe antagonistów)
- występuje I klasa kłowa (guzek żujący górnego kła rzutuje między dolnego kła a dolnego pierwszego przedtrzonowca)
- guzek policzkowy górnego pierwszego przedtrzonowca rzutuje między dolne przedtrzonowce, a guzek podniebienny w bruzdę dalszą dolnego pierwszego przedtrzonowca
- guzek policzkowy górnego drugiego przedtrzonowca rzutuje między dolnego drugiego przedtrzonowca i dolnego pierwszego trzonowca, a guzek podniebienny w bruzdę dalszą dolnego drugiego przedtrzonowca
- nagryz pionowy wynosi 3–4mm (lub 1/3 wysokości powierzchni wargowej dolnego przyśrodkowego siekacza)
- nagryz poziomy wynosi 2–3mm.

### Diagnostyka
Podczas analizy zgryzu bada się położenie łuków zębowych względem trzech płaszczyzn anatomicznych:
- względem płaszczyzny strzałkowej
  - symetrię łuków zębowych, nachodzenie linii symetrii łuku górnego i dolnego
  - kształty łuków zębowych
  - kontakty i szpary międzyzębowe
  - prawidłowe zaguzkowanie zębów bocznych (trzonowców i przedtrzonowców): guzki policzkowe zębów górnych i dolnych powinny zachodzić na siebie
- względem płaszczyzny czołowej
  - nagryz poziomy
  - klasy Angle'a
  - klasy kłowe
- względem płaszczyzny horyzontalnej
  - nagryz pionowy
  - kształt i głębokość krzywej Spee
  - kontakt zębów w płaszczyźnie zwarcia.

### Patologia
Klasyfikacja wad zgryzu według Orlik-Grzybowskiej:
- przesunięcia względem płaszczyzny czołowej
  - tyłozgryz: rzekomy, częściowy, całkowity
  - przodozgryz: rzekomy, częściowy, całkowity
  - tyłożuchwie: morfologiczne (łac. retrogenia), czynnościowe
  - przodożuchwie: morfologiczne (łac. progenia), czynnościowe
- przesunięcia względem płaszczyzny horyzontalnej
  - zgryz głęboki: całkowity, częściowy (nadzgryz), częściowy rzekomy
  - zgryz otwarty: częściowy przedni, częściowy boczny (lewo-, prawo- lub obustronny), całkowity
  - zgryz prosty
- przesunięcia względem płaszczyzny pośrodkowej
  - zgryz krzyżowy (nożycowy): całkowity (lewo- lub prawostronny), częściowy boczny (lewo-, prawo- lub obustronny), częściowy przedni (lewo- lub prawostronny)
  - boczne przemieszczenie żuchwy (łac. laterogenia): czynnościowe (lewo- lub prawostronne), morfologiczne (lewo- lub prawostronne)
  - zgryz przewieszony: jednostronny (lewo- lub prawostronny), obustronny.